# Es Vivé
La playa Es Vivé está situada en la isla de Ibiza, en la comunidad autónoma de las Islas Baleares, España. 
La playa toma su nombre (Es Vivé) de un antiguo vivero de langostas. Es muy turística y muy bien equipada para el turismo.